# Portret van een onbekende man
Portret van een onbekende man is een olieverfschilderij van Rogier van der Weyden uit circa 1460-1462.
Het is niet bekend wie de geportretteerde is. Kunsthistorici uit het begin van de 20e eeuw dachten in dit schilderij het portret te herkennen dat Rogier van der Weyden rond 1450 van de Bourgondische hoveling Pierre de Bauffremont heeft geschilderd. Ze baseerden hiervoor zich op een tekening in de Recueil d'Arras, die een gekopieerd zou zijn van dit portret. Latere auteurs, zoals Erwin Panofsky, waren hiervan niet overtuigd en zagen de gelijkenis niet. Het portret van De Bauffremont is waarschijnlijk verloren gegaan.
Het schilderij is in het verleden beschadigd geraakt en sinds 1890 meerdere keren grondig gerestaureerd, waarbij aan de randen ook delen van het hout zijn vervangen. De kleding is vrijwel volledig het product van de restaurateurs. Op röntgenfoto's is te zien dat oorspronkelijk de kraag van een wit hemd zichtbaar was, zoals bij Jean Gros. Het gelaat is door retoucheringen wat schematischer geworden. De haardracht lijkt op die van andere personen die Rogier van der Weyden aan het eind van zijn leven heeft geportretteerd, zoals Francesco d'Este, wat een aanwijzing is voor een late datering.